# May Craig, Portlethen
May Craig är en ö i Storbritannien. Den ligger i kommunen Aberdeenshire och riksdelen Skottland, i den norra delen av landet, 600 km norr om huvudstaden London. Närmaste större är Portlethen 1,5 km väster om May Craig. 